# Secondhand Serenade
Secondhand Serenade est un groupe de rock acoustique originaire de Menlo Park, en Californie. Il n'est formé que d'un seul membre, John Vesely (né le 5 février 1982), qui chante et qui joue de la guitare ainsi que du piano.

## Histoire
En 2004, Vesely quitte le groupe rock alternatif "Sounds Like Life" pour commencer son projet personnel. Il a commencé à écrire et à jouer ses chansons sous le nom de Secondhand Serenade. Il a loué un studio pour 8 jours et a enregistré les 10 chansons qui figurent aujourd'hui sur l'album Awake. Ensuite, Vesely a fait sa propre publicité sur MySpace et PureVolume et a commencé à vendre ses premiers albums via son profil MySpace. Il a vite atteint la liste des "Top Unsigned Artists" (meilleurs artistes non signés par des maisons de disques), et même le Top 100 d'iTunes.
Depuis ce temps, il a signé un contrat avec Glassnote Records, créé par Daniel Glass. Au total, Secondhand Serenade a vendu environ 73 000 titres numériques et plus de 10 000 copies de son album Awake, selon Nielson SoundScan. Après avoir lancé Awake le 6 février 2007, avec 2 chansons en bonus, il commença au "Billboard's Top Heatseekers chart" au numéro 16.
L'album A Twist In My Story est sorti le 19 février 2008 aux États-Unis et en France.
L'album Hear Me Now, est sorti le 3 août 2010, avec comme premier Single Something More.
L'album Undefeated est sorti le 27 octobre 2014 aux États-Unis.

## The Rebel Roads
Le 24 avril 2015, John a fait sa demande en mariage à Veronica Ballestrini sur scène lors de son spectacle à Las Vegas, NV. Le couple s'est rencontré à Destiny Records à Nashville pour faire un duo acoustique pour son album Undefeated , "Heart Stop (By the Way)" en février 2013. Veronica Ballestrini a ensuite fait une tournée avec lui à partir du 8 mars à Lexington, Kentucky et s'est terminé le 10 avril à West Hollywood, Californie. Ils ont développé une relation le 22 mars 2013. John a épousé sa deuxième femme Veronica le 1er avril 2017, à Vero Beach, en Floride. Leur single "First to Know" est sorti sur iTunes le 2 décembre 2016.